# 家根谷依里
家根谷 依里（やねたに えり、1984年6月7日 - ）は、スノーボード選手。
兵庫県神戸市出身。
2006年トリノオリンピックのスノーボードの女子パラレル大回転に出場して18位、2010年バンクーバーオリンピックでは21位の成績を収めた。
北海道札幌市および帯広市で開催された2017年アジア冬季競技大会のスノーボードの女子回転（slalom）で銀メダル、同女子大回転（giant slalom）で金メダルを獲得した。

## 受賞
- 2016年度 - 兵庫県スポーツ賞[5]